# Стадіон-де-Фадура
«Стадіон де Фадура» або «Стадіон де Фадура» (ісп. Campo municipal de Fadura) — спортивний комплекс та футбольний стадіон в Гечо, Іспанія, домашня арена «Клуб Депортіво Гечо».
Стадіон відкритий 1927 року. Окрім футбольних матчів на стадіоні проводяться інші спортивні та культурні заходи.

## Історія
Містечко Гечо, на зорі становлення футболу в Біскаї було в його авнгарді. Саме в цьому фешенебельному приміському містечку селилися багатії Більбао, купці та іноземці поселенці. Відтак їхні діти, захопившись на навчанні новою спортивною грою пробували перенести й на піренейський півострів. Спершу вони ганяли м'яча на іподромах чи великих відкритих площадках. Потім ці ватаги почали поволі трансформуватися в спортивні клуби і, за аналогією з сусідським «Атлетіком», почали практикувати триваліші футбольні змагання та показові матчі.
Так в Гечо постали перші футбольні команди, пізніше ці колективи почали здобувати більше перемог та ще більшу популярність. Місцевим громадам довелося виділити їм спеціальні майданчики, де ці клуби споруджували свої футбольні поля та стадіони. Першим гучним колективом став «Аренас Клуб Гечо», який, поперемінно із «Атлетік Більбао», проводив свої матчі на колишньому іподромі, який пізніше перейменували в «Холасета Стадіум» (Jolaseta Stadium).
Після успішної побудови в Більбао народного стадіону, багатії Гечо також профондували своїм улюбленцям спортивну арену. Місце для стадіону обрали на межі кількох районів містечка: Арена, Ромо та Гобела. І до знакових подій їхнього клубу, з 1925 року, «Аренас Клуб Гечо» вже грали на новому 12-и тисячному стадіоні. Назву стадіону дали «Кампо-де-Ібайондо». Згодом постіав іще один стадіон, в північному районі міста збудували для «Клубу Депортіво Гечо» новий й вмістимий «Стадіон де Фадура».
Наприкінці ХХ-го століття було проведено велику реконструкцію стадіону: покращили трибуни та облаштували передтрибунні площі. Поміняли газон, розширили роздягалалки та розширили внутрішній простір стадіону. Більшість облаштувань робили за рахунок муніципалітету, відтак його передали на баланс урядників містечка. А ті, у свою чергу, назвали його «Естадіо Мунісіпал де Гобела» та віддали стадіон в оренду команді «Клуб Депортіво Гечо». З роками. у містечку сформувалися ще кілька футбольних колективів, які, згодом, теж вже грали на стадіоні муніципалітету.
В зв'язку із потребою модернізації стадіону, муніципалітер Гечо, вдався до радикальних заході — докорінної реконструкції стадіону. З 2005 року «Новий Мунісіпал де Фадура» перетворили в спортивно-розважальний комплекс. На якому окрім футболу ще займаються й іншими видами спорту та проводяться фестивально-святкові заходи. Зменшивши кількість глядачів до 3500 осіб, їм облаштували сучасні оглядові місця, зробили якісну парковку та всі довкола стадіонні структури й сервіси.

## В експлуатації
- «Клуб Депортіво Гечо» (Arenas Club);
- «Ромо Ф.К» — (Romo)[3];

## Назви
- «Кампо-де-Фадура» — 1927-1998;
- «Естадіо Мунісіпал де Фадура» — 1998-;

## Особливості
- параметри футбольного поля — 104м. × 67м.;
- особливості газону — трав'янисте покриття;
- максимальна кількість глядачів — 3 500;